# Bellatorias
Bellatorias is een geslacht van hagedissen uit de familie skinken (Scincidae).

## Naam en indeling
De groep werd voor het eerst wetenschappelijk beschreven door Richard Walter Wells en Cliff Ross Wellington in 1984. De verschillende soorten werden eerder tot het geslacht stekelskinken (Egernia) gerekend. In 2008 werd de groep afgesplitst van de stekelskinken op basis van nieuwe inzichten.

## Uiterlijke kenmerken
Alle soorten kunnen behoorlijk groot worden en bereiken een kopromplengte van achttien tot dertig centimeter. De staart is langer dan het lichaam (120 tot 140%). Het gehele lijf is bedekt met gladde, glanzende schubben zodat het lichaam vis-achtig aandoet. De schubben hebben soms een lichte kiel in de lengte maar zijn nooit sterk gekield of voorzien van stekels. De ogen zijn relatief groot en steken af door een gele rand rond het oog. De vierde teen is veel langer dan de derde, wat een onderscheidend kenmerk is.

## Verspreiding en habitat
Alle soorten komen voor in delen van Australië en zijn te vinden in de staten New South Wales, Noordelijk Territorium en Queensland. Bellatorias frerei komt daarnaast voor in delen van Nieuw-Guinea. De habitat bestaat uit vochtige bossen waar de dieren in de strooisellaag leven. Alle soorten zijn overdag actief, de vrouwtjes zetten levende jongen af (eierlevendbarend).

## Soorten
| Naam                                         | Auteur                   | Verspreidingsgebied                                   |
| -------------------------------------------- | ------------------------ | ----------------------------------------------------- |
| Bellatorias frerei                           | Günther, 1897            | Australië (New South Wales, Queensland), Nieuw-Guinea |
| Australische reuzenskink (Bellatorias major) | Gray, 1845               | Australië (New South Wales, Queensland)               |
| Bellatorias obiri                            | Wells & Wellington, 1985 | Australië (Noordelijk Territorium)                    |